# Sanumá
Sanumá (Sanema, Xamatari), ime skupini Chirianan Indijanaca poglavito naseljeni na jugu Venezuele uz rijeke Caura i Ventuari, i nešto uz rijeku Auaris u brazilskoj državi Roraima. Populacija im je procjenjena na najviše 4,500 (1976 NTM). 
Sanume su lovci i ribari. Pekari, tapiri, majmuni i armadillo glavna su lovina koja se hvata zbog mesa.
Sastoje se od više lokalnih skupina koje govore raznim dijalektima (caura, ervato-ventuari, auaris) u Brazilu i yanoma, cobari (kobali, cobariwa) u Venezueli. Jedna od njihovih grupa su i Kohorosciwetari koje je  'Ethnologue'  pod imenom Kohoroxitari jezično vodio kao neklasificirane.